# Telebasis bastiaani
Telebasis bastiaani är en trollsländeart som beskrevs av Bick 1996. Telebasis bastiaani ingår i släktet Telebasis och familjen dammflicksländor. Inga underarter finns listade i Catalogue of Life.